# Fabbriche di Vergemoli
Fabbriche di Vergemoli ist eine Gemeinde mit 705 Einwohnern (Stand 31. Dezember 2023) in der Provinz Lucca, Region Toskana in Italien.
Größere mediale Aufmerksamkeit bekam der Ort mit der Aktion "Casa ad 1 Euro", bei der man symbolisch Häuser für einen Euro kaufen konnte. Ziel der Aktion war es neue Einwohner für das unter großem Bevölkerungsschwund leidende Dorf zu gewinnen.

## Geografie

Lage von Fabbriche di Vergemoli in der Provinz Lucca

Der Ort liegt etwa 18 km nordwestlich der Provinzhauptstadt Lucca und rund 71 km nordwestlich der Regionalhauptstadt Florenz. Die Gemeinde liegt in der Landschaft der Garfagnana und kurz westlich, aber nicht angrenzend, des Oberlaufes des Flusses Serchio.
Die Nachbargemeinden sind Borgo a Mozzano, Gallicano, Molazzana, Pescaglia und Stazzema.

## Geschichte
Die Gemeinde entstand am 1. Januar 2014 durch die Zusammenlegung der vorher selbständigen Gemeinden Fabbriche di Vallico und Vergemoli. In dem Referendum vom 21. und 22. April 2013 stimmten in Fabbriche di Vallico 88,97 % (44,55 % Wahlbeteiligung) für den Zusammenschluss, in Vergemoli 69,71 % (55,53 % Wahlbeteiligung). Das Gesetz zur Fusion der beiden Gemeinden ist das Legge Regionale n.43 vom 30. Juli 2013. Das Rathaus befindet sich in Fabbriche di Vallico.